# سینه‌سرخ‌های روشن
سینه‌سرخ‌های روشن (نام علمی: Tregellasia) نام یک سرده از تیره سینه‌سرخ‌های استرالزی است.